# Jaisithok Mandan
Jaisithok Mandan (Nepali जैसीथोक मण्डन) ist ein Village Development Committee (VDC) in Nepal im Distrikt Kabhrepalanchok.
Das VDC Jaisithok Mandan liegt nördlich von Panchkhal.

## Einwohner
Bei der Volkszählung 2011 hatte das VDC Jaisithok Mandan 2965 Einwohner (davon 1358 männlich) in 667 Haushalten.